# Sydney Possuelo
Sydney Ferreira Possuelo (São Paulo, 19 de abril de 1940) es un explorador brasileño, activista social y un experto de sociedades indígenas.
Él comenzó su carrera asistiendo a los famosos hermanos Villas-Bôas con su trabajo acerca de pueblos indígenas en el área del río Xingu. Más tarde se convirtió en el director del Departamento de Tribus Desconocidas (Departamento de Indios Aislados) en el FUNAI (Fundación Nacional del Indio), logrando doblar la superficie oficial designada como tierras indígenas en el Brasil en sólo dos años.
Trabajando en las áreas más aisladas de la región del Amazonas, Possuelo dirigió muchas expediciones, logrando contactos con muchas tribus aisladas del Brasil con el objetivo de protegerlas de otras amenazas. Él fue responsable, entre otras cosas, del contacto pacífico con los indios Korubo, que anteriormente habían atacado a oficiales del FUNAI.
Por estos esfuerzos Possuelo ha recibido muchos premios, incluyendo honores del Royal Geographic Society, Bartolomeu de las Casas, y el título de "Héroe del planeta" por la revista Time.
Hasta el 24 de enero de 2006 fue cabeza del FUNAI, oficina gubernamental responsable de proteger de invasiones colonizadoras la tierra y el estilo de vida de tribus aisladas. Días antes, había criticado al presidente del FUNAI, Mercio Pereira Gomes, por sugerir que los Indios Brasileños tenían mucha tierra. Poco tiempo después Possuelo fue retirado de su puesto.